# AFC Challenge Cup 2008/Qualifikation
Die Qualifikation zum zweiten AFC Challenge Cup wurde vom 2. April bis zum 28. Mai 2008 ausgetragen. 16 Mannschaften traten hierbei in vier Gruppen mit jeweils vier Mannschaften gegeneinander an. Die vier Gruppensieger qualifizierten sich für die Endrunde in Indien.
Als Gruppensieger konnten sich die Mannschaften aus Sri Lanka, Afghanistan, Tadschikistan und Nepal für die Endrunde qualifizieren. Von den 16 angemeldeten Mannschaften traten lediglich vierzehn zur Qualifikation an, da Laos und Palästina ihre Teilnahme zurückzogen.
Neben den vier sportlich qualifizierten Mannschaften nahmen auch Gastgeber Indien sowie Nordkorea, Turkmenistan und Myanmar an der Endrunde teil und spielten dort um die Qualifikation für die Asienmeisterschaft 2011.

## Teilnehmer
Folgende Mannschaften nahmen an der Qualifikation teil:
| - Afghanistan - Bangladesch - Bhutan - Brunei - Guam - Kambodscha - Kirgisistan - Laos | - Macau - Nepal - Pakistan - Palästina - Philippinen - Sri Lanka - Tadschikistan (Titelverteidiger) - Taiwan |

## Auslosung der Gruppen
Gemäß ihren Ergebnissen bei der letzten Ausgabe 2006 wurden die Mannschaften auf vier Lostöpfe verteilt. 
Die vier Gruppensieger qualifizieren sich für die Endrunde. Neben Gastgeber Indien sind auch Nordkorea, Myanmar und Turkmenistan für die Endrunde gesetzt.
| Lostopf 1 | Kirgisistan | Nepal      | Sri Lanka | Tadschikistan |
| Lostopf 2 | Bangladesch | Brunei     | Palästina | Taiwan        |
| Lostopf 3 | Afghanistan | Kambodscha | Pakistan  | Philippinen   |
| Lostopf 4 | Bhutan      | Guam       | Laos      | Macau         |

Die Auslosung am 16. Januar 2008 in Kuala Lumpur ergab dann folgende Gruppen:
| Gruppe A | Guam          | Sri Lanka   | Taiwan * | Pakistan      |
| Gruppe B | Tadschikistan | Brunei      | Bhutan   | Philippinen * |
| Gruppe C | Afghanistan   | Bangladesch | Laos     | Kirgisistan * |
| Gruppe D | Kambodscha *  | Palästina   | Nepal ** | Macau         |

* Gastgeber der Gruppe.
** Ursprünglich sollte die Spiele der Gruppe D in Nepal ausgetragen werden, aufgrund politischer Probleme zog sich das Land von der Austragung zurück. Der Asiatische Verband wich deshalb auf Phnom Penh, Kambodscha aus.

## Spiele und Ergebnisse

### Gruppe A
Alle Spiele in Taipeh, Taiwan
| Pl. | Land      | Sp. | S | U | N | Tore    | Diff. | Punkte |
| --- | --------- | --- | - | - | - | ------- | ----- | ------ |
| 1.  | Sri Lanka | 3   | 2 | 0 | 1 | 014:400 | +10   | 06     |
| 2.  | Pakistan  | 3   | 2 | 0 | 1 | 012:100 | +2    | 06     |
| 3.  | Taiwan    | 3   | 1 | 1 | 1 | 007:500 | +2    | 04     |
| 4.  | Guam      | 3   | 0 | 0 | 3 | 004:180 | −14   | 0      |

| 2. April 2008 |  | Sri Lanka | - | Guam      | 5:1 (0:0) |
|               |  | Taiwan    | - | Pakistan  | 1:2 (1:2) |
| 4. April 2008 |  | Pakistan  | - | Sri Lanka | 1:7 (1:3) |

### Gruppe B
Alle Spiele in Iloilo, Philippinen
| Pl. | Land          | Sp. | S | U | N | Tore    | Diff. | Punkte |
| --- | ------------- | --- | - | - | - | ------- | ----- | ------ |
| 1.  | Tadschikistan | 3   | 2 | 1 | 0 | 007:100 | +6    | 07     |
| 2.  | Philippinen   | 3   | 2 | 1 | 0 | 004:000 | +4    | 07     |
| 3.  | Bhutan        | 3   | 0 | 1 | 2 | 002:700 | −5    | 01     |
| 4.  | Brunei        | 3   | 0 | 1 | 2 | 001:600 | −5    | 01     |

| 13. Mai 2008 |  | Tadschikistan | - | Bhutan        | 3:1 (1:0) |
|              |  | Brunei        | - | Philippinen   | 0:1 (0:1) |
| 15. Mai 2008 |  | Philippinen   | - | Tadschikistan | 0:0       |

### Gruppe C
Alle Spiele in Bischkek, Kirgisistan
Laos zog seine Mannschaft zurück.
| Pl. | Land        | Sp.          | S            | U            | N            | Tore         | Diff.        | Punkte       |
| --- | ----------- | ------------ | ------------ | ------------ | ------------ | ------------ | ------------ | ------------ |
| 1.  | Afghanistan | 2            | 1            | 1            | 0            | 001:000      | +1           | 04           |
| 2.  | Kirgisistan | 2            | 1            | 0            | 1            | 002:200      | ±0           | 03           |
| 3.  | Bangladesch | 2            | 0            | 1            | 1            | 001:200      | −1           | 01           |
|     | Laos        | zogen zurück | zogen zurück | zogen zurück | zogen zurück | zogen zurück | zogen zurück | zogen zurück |

| 5. Mai 2008 |  | Bangladesch | - | Afghanistan | 0:0       |
| 7. Mai      |  | Afghanistan | - | Kirgisistan | 1:0 (1:0) |
| 9. Mai 2008 |  | Kirgisistan | - | Bangladesch | 2:1 (0:0) |

### Gruppe D
Alle Spiele in Phnom Penh, Kambodscha
| Pl. | Land       | Sp.          | S            | U            | N            | Tore         | Diff.        | Punkte       |
| --- | ---------- | ------------ | ------------ | ------------ | ------------ | ------------ | ------------ | ------------ |
| 1.  | Nepal      | 2            | 2            | 0            | 0            | 004:200      | +2           | 06           |
| 2.  | Kambodscha | 2            | 1            | 0            | 1            | 003:200      | +1           | 03           |
| 3.  | Macau      | 2            | 0            | 0            | 2            | 003:600      | −3           | 0            |
|     | Palästina  | zogen zurück | zogen zurück | zogen zurück | zogen zurück | zogen zurück | zogen zurück | zogen zurück |

| 24. Mai 2008 |  | Nepal      | - | Macau | 3:2 (1:1) |
| 26. Mai      |  | Kambodscha | - | Nepal | 0:1 (0:1) |
| 28. Mai 2008 |  | Kambodscha | - | Macau | 3:1 (1:0) |